# Mudon
Mudon är en stad i Myanmar. Den ligger i delstaten Mon, i den södra delen av landet, 400 km söder om huvudstaden Naypyidaw. Mudon ligger 22 meter över havet och folkmängden uppgår till cirka 50 000 invånare.

## Geografi
Terrängen runt Mudon är platt åt sydväst, men åt nordost är den kuperad. Terrängen runt Mudon sluttar västerut. Runt Mudon är det tätbefolkat, med 427 invånare per kvadratkilometer. Omgivningarna runt Mudon är en mosaik av jordbruksmark och naturlig växtlighet.